# Antonio Smareglia

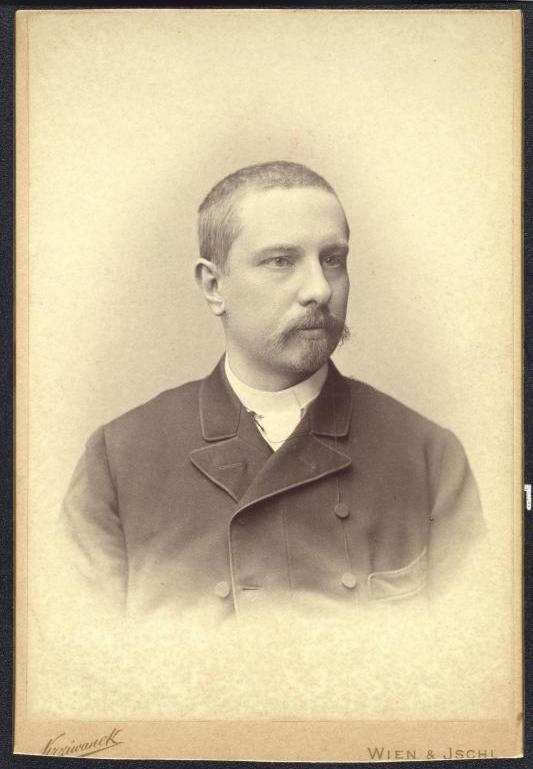
Antonio Smareglia

Firma autografa

(Richard Strauss)
Antonio Smareglia (Pola, 5 maggio 1854 – Grado, 15 aprile 1929) è stato un compositore italiano, autore di alcune opere di notevole successo tra Ottocento e Novecento. A partire da un'iniziale tendenza wagneriana, mitigata dal riferimento delle ultime opere di Verdi, si mosse verso un dramma più astratto, simbolico, nel trittico benchiano.

## Biografia ed opere

### Esordi

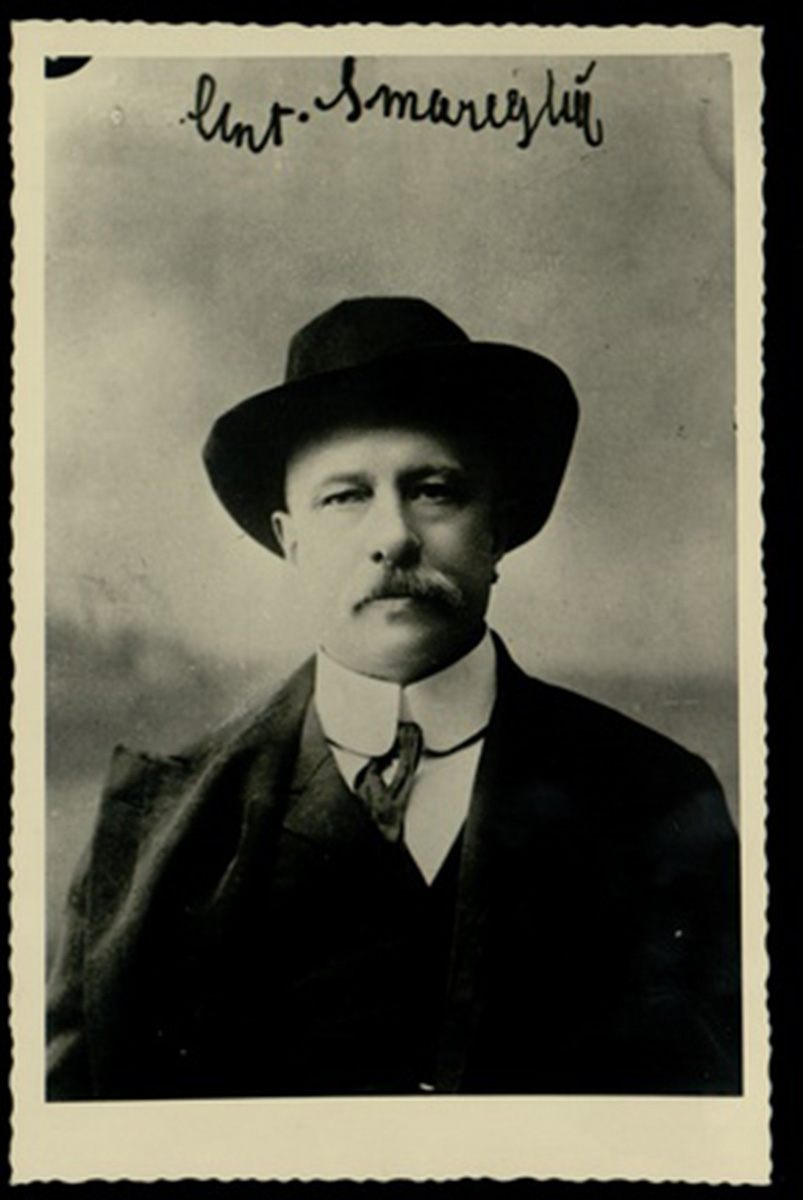
Ritratto di Antonio Smareglia, compositore

Antonio Francesco Smareglia nacque a Pola il 5 maggio 1854 da Francesco, istro-italiano di Pola e di Giulia Stiglich, istro-croata di Laurana.
Dopo i primi anni dell'infanzia passati nella natia Istria e a Pola, Smareglia si trasferì per motivi di studio prima a Gorizia, poi a Vienna e infine a Graz.
Nel 1871 si iscrisse presso il Conservatorio di Milano avendo come insegnante il celebre direttore d'orchestra Franco Faccio.
Nella seconda metà degli anni settanta dell'Ottocento entrò in rapporti con Arrigo Boito e con gli ambienti della scapigliatura milanese.
Il suo esordio avvenne al Teatro dal Verme di Milano nel 1879 con l'opera Preziosa, cui fece seguito Bianca da Cervia (1882). Queste sue prime creazioni ricevettero una discreta accoglienza sia da parte della critica sia del pubblico italiano del tempo, pur senza riuscire a inserirsi nel grande repertorio lirico.
Il Re Nala, invece, presentato per la prima volta alla Teatro La Fenice di Venezia nel 1887, crollò e venne sonoramente fischiato dagli spettatori presenti. Il fiasco fu certamente preparato da Giulio Ricordi, con cui Smareglia aveva avuto grandi contrasti, sia di natura musicale sia sentimentale. Smareglia poi distrusse la partitura, adattando i brani di notevole valore nei Pittori fiamminghi e nelle altre opere.

### Successi
Il suo primo, grande successo, Smareglia lo otterrà nel 1889 a Vienna, con Il vassallo di Szigeth, su libretto di Luigi Illica e Francesco Pozza, tradotto in tedesco da Max Kalbeck. L'opera venne acclamata in molti teatri europei e anche al Teatro Metropolitan di New York, dove venne rappresentata, in tedesco, nel 1890.
Anche la sua opera successiva, Cornill Schut (conosciuta anche come Cornelius Schut), fu un grandioso successo prima a Praga (1893), poi a Dresda, Monaco e Vienna.
Nel 1895 il compositore si impose a Trieste, con Nozze istriane, la sua opera sicuramente più popolare e significativa, anche se certamente non la migliore. Nozze Istriane venne acclamata anche a Vienna e in molti importanti teatri dell'Europa del tempo (Praga, Berlino, ecc.) ma stentò ad affermarsi nel Regno d'Italia dove viene presentata per la prima volta al pubblico del Teatro La Fenice di Venezia solo nel 1905. Ciò non deve stupire, in quanto Smareglia era un convinto seguace di Wagner e nella sua musica si mostra nettamente un post-wagneriano.
Smareglia in seguito compose l'opera La falena, la quale fu rappresentata al Teatro Rossini di Venezia il 4 settembre 1897 sotto la direzione di Gialdino Gialdini e con il libretto del famoso scrittore triestino irredentista Silvio Benco. La musica piacque, sprigionando grandiosità, misticismo e bellezza armonica.
La falena fu la prima di una trilogia di opere che troverà il suo compimento con Oceàna diretta da Arturo Toscanini alla Scala di Milano nel 1903 e con Abisso del 1914, con la direzione di Tullio Serafin. Tuttavia l'idea di Benco, accolta con entusiasmo da Smareglia, di "redimere" la musica italiana nel nome di Wagner si rivelerà errata, e questo portò piano piano Smareglia in una strada senza sbocco, in un vero e proprio isolamento culturale.

### Ultime opere
Nel 1900 Smareglia, a causa di una mal riuscita operazione di cataratta perse completamente la vista. Le sue due ultime opere vennero così composte sotto dettatura alla moglie, al figlio Mario e ai suoi studenti.
Alla morte di Arrigo Boito, Toscanini propose a Smareglia di terminare l'opera Nerone lasciata incompiuta dal grande scrittore e operista padovano. Accettato l'incarico, il compositore, dopo aver ultimato il I atto, ne fu inspiegabilmente privato e cacciato via, senza spiegazioni, dallo stesso Toscanini. Una plausibile spiegazione potrebbe essere quella di aver esposto dei dubbi sull'effettiva validità dell'opera al collerico e dittatoriale direttore, che farà poi completare il lavoro da Vincenzo Tommasini.
Poco prima di morire, Antonio Smareglia effettuò un radicale rifacimento della sua opera Cornill Schut, e la ripropose al pubblico triestino nel 1928 con il titolo di Pittori fiamminghi. Fu il suo ultimo successo, il 15 aprile 1929 morì a Grado per l'aggravarsi delle sue condizioni di salute: era affetto da un tumore alla gola.

## Fortuna

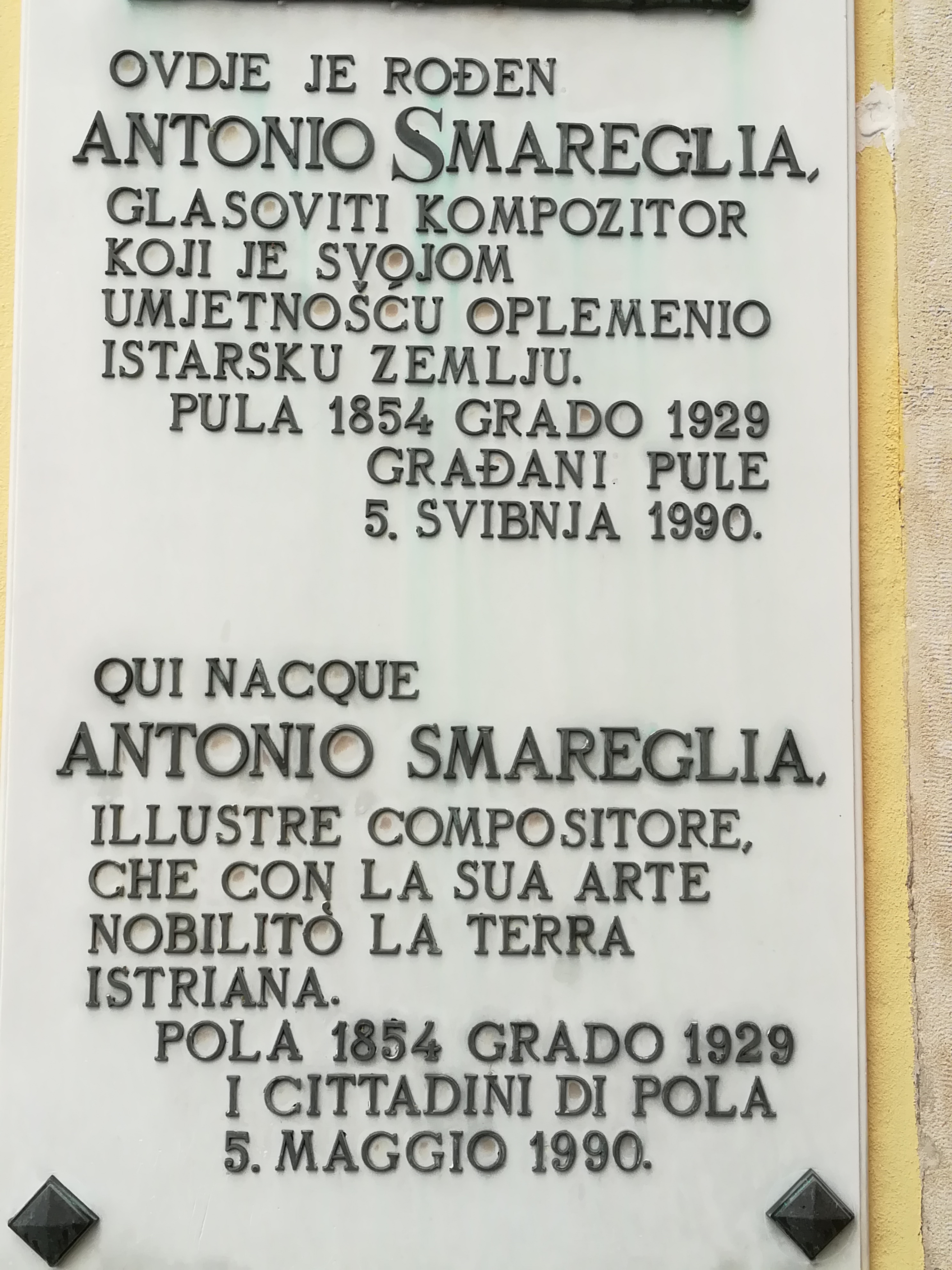
Memoriale a Pola.

Smareglia non ebbe in seguito una gran fortuna con le sue opere: a parte l'isolamento culturale, di cui si è detto, e la scomparsa del bacino di utenza dell'Impero austro-ungarico, che lo rese in pratica "straniero in patria" data l'evidente connotazione mitteleuropea della sua musica, enormemente contribuì al suo isolamento la calunnia del "portare scalogna" lanciata con diabolica astuzia a Milano, dopo l'esecuzione di Oceàna. La cattiveria contro di lui è stata portata avanti dal giornalista triestino Stefani, che voleva così punirlo per la sua non-adesione alla causa irredentista durante la prima guerra mondiale. Stefani si scusò moltissimo, ma purtroppo la calunnia attecchì enormemente a Trieste e in Venezia Giulia ed è ancora oggi molto sentita.
Ma il vero problema di Smareglia, come di molti compositori che furono suoi allievi e che diedero poi vita alla "Scuola musicale triestina", fu quello di una musica chiaramente centro-europea, considerata dagli italiani troppo austriaca o slava, e dai popoli mitteleuropei troppo italianeggiante; di una musica cioè di confine, non inquadrabile né da una parte né dall'altra in modo preciso, e che costituisce nell'Europa musicale un vero e proprio caso sui generis generato dalla mescolanza di varie stirpi tipiche dell'Istria e di Trieste, come provato pure dal matrimonio misto dei genitori del compositore.
Su tutti questi problemi e sull'opera del compositore la musicologia si è generalmente astenuta o limitata a pochi saggi in genere di argomento limitato. La lacuna è stata colmata nel 2004 dalla completa biografia smaregliana contenente l'analisi completa di tutta la sua produzione musicale e della sua tormentata vita, "Le opere di Antonio Smareglia", scritta dal musicologo triestino Paolo Petronio.

## Stile
Smareglia viene considerato uno degli operisti italiani più interessanti della fine dell'Ottocento: le prime opere, rappresentate in Italia, si presentano sotto l'influsso del melodramma verdiano e italiano. Con Il vassallo di Szigeth (1889) egli mostrò di ispirarsi alle tendenze tardoromantiche diffuse nell'area centro-europea, in particolare a B. Smetana e ad A. Dvořák. Successivamente al ritorno a Trieste, nel 1895, il suo linguaggio musicale venne influenzato da elementi wagneriani e tedeschi: la base musicale rimase mitteleuropea, ma i pezzi chiusi vennero sostituiti da una struttura continua e da procedimenti sinfonici, comunque sempre sottomessi alla vocalità: tali elementi si ritrovano in Nozze Istriane (1895), la sua opera più nota, in cui si notano anche influenze del verismo italiano e di Cavalleria rusticana di P. Mascagni,  e il trittico La falena, Oceàna e Abisso (1897, 1903, 1914). In tali opere espresse un robusto temperamento sia drammatico sia lirico e grandi doti di orchestratore, meriti per i quali ottenne apprezzamento da contemporanei come J. Brahms, E. Hanslick, G. Puccini, F. Lehar e R. Strauss.

## Composizioni

### Opere
| Titolo                 | Genere               | Atti | Libretto                                                                | Première         | Città, teatro             |
| ---------------------- | -------------------- | ---- | ----------------------------------------------------------------------- | ---------------- | ------------------------- |
| Caccia lontana         | scena melodrammatica | 1    | Giovanni Pozza                                                          | 10 agosto 1875   | Milano, Conservatorio     |
| Preziosa               | dramma lirico        | 3    | Angelo Zanardini (da The Spanish Student di Henry Wadsworth Longfellow) | 20 novembre 1879 | Milano, Teatro Dal Verme  |
| Bianca da Cervia       | dramma lirico        | 4    | Fulvio Fulgonio                                                         | 7 febbraio 1882  | Milano, Teatro alla Scala |
| Re Nala                | melodramma           | 4    | Vincenzo Valle                                                          | 9 febbraio 1887  | Venezia, Teatro la Fenice |
| Il vassallo di Szigeth | opera seria          | 3    | Luigi Illica e Francesco Pozza                                          | 18 giugno 1889   | Vienna, Hofoper           |
| Cornill Schut          | dramma lirico        | 3    | Luigi Illica                                                            | 20 maggio 1893   | Praga, Teatro Nazionale   |
| Nozze istriane         | dramma lirico        | 3    | Luigi Illica                                                            | 28 marzo 1895    | Trieste, Teatro Comunale  |
| La falena              | leggenda             | 3    | Silvio Benco                                                            | 6 settembre 1897 | Venezia, Teatro Rossini   |
| Oceàna                 | commedia fantastica  | 3    | Silvio Benco                                                            | 22 gennaio 1903  | Milano, Teatro alla Scala |
| Abisso                 | dramma lirico        | 3    | Silvio Benco                                                            | 10 febbraio 1914 | Milano, Teatro alla Scala |
| Pittori fiamminghi     | dramma lirico        | 3    | Luigi Illica                                                            | 21 gennaio 1928  | Trieste, Teatro Verdi     |

### Altro
- Quattro canti per voce e pianoforte (Milano, 1875)
  1. Nell'onde chiare
  2. Ruba ai fior
  3. Una mesta sospirando (ballata)
  4. Deh! Spegni, o Dio
- Leonora, sinfonia descrittiva (Milano, 1877)
- Barcarola, per pianoforte (Milano, 1884)
- Inno dei canottieri istriani, per coro maschile a 4 voci e pianoforte, testo di Nazario Stradi (Pola, 1886)
- Ruhelos! (Senza pace!), per voce e pianoforte, testo di Felix Falzari (Vienna, 1896)
- Inno a Tartini, per voci e banda, testo di Silvio Benco (Trieste, 1896)
- Oceàna, suite per orchestra. Anche per pianoforte a 2 o 4 mani (Milano, 1902)
- Due canzoni gradesi, per voce e pianoforte, testi di Biagio Marin (Trieste, 1929)
  - Per le strae solesae
  - Co sarè morto
- Tre canti sacri, per voce e pianoforte
  - Salve regina (Trieste, 1919)
  - Pater noster (Trieste, 1929)
  - Ave Maria (Trieste, 1929)
- Cantico a Maria, per voci bianche e organo, testo di Monsignor Cleva (1930)
- Liriche per voce e pianoforte (opera omnia a cura di Luigi Donorà, Udine, 1989)

### Fonti
1. ↑  Vidali, 1991, p. 37.
2. ↑  Smareglia, 1932, p. 74.
3. ↑  Smareglia, 1932, p. 10.
4. ↑  Smareglia, 1932, p. 12.
5. ↑  Smareglia, 1932, p. 14.
6. ↑  Smareglia, 1932, p. 15.
7. ↑  Smareglia, 1932, p. 16.
8. ↑  Smareglia, 1932, p. 19.
9. ↑  Smareglia, 1932, p. 20.
10. ↑  Smareglia, 1932, p. 33.
11. ↑  Petronio, 2004, pp. 87-88
12. ↑  Smareglia, 1932, p. 21.
13. ↑  Petronio, 2004, p. 89
14. ↑  Smareglia, 1932, pp. 37-38.
15. ↑  Smareglia, 1932, p. 35.
16. 1 2 3 4  Smareglia, 1932, p. 38.
17. ↑  Smareglia, 1934, p. 137.
18. ↑  Smareglia, 1932, pp. 44-45.
19. ↑  Mestrovich, 2001.
20. ↑  Smareglia, 1932, p. 55.
21. ↑  Smareglia, 1932, pp. 88-90.
22. ↑  Smareglia, 1932, pp. 51-52.
23. ↑  Smareglia, 1932, p. 47.
24. ↑  Smareglia, 1932, pp. 72-73.
25. ↑  Smareglia, 1932, p. 54.
26. ↑  Smareglia, 1932, pp. 96-97.
27. ↑  Smareglia, 1932, pp. 104-105.
28. 1 2  Smareglia, 1932, p. 58.
29. ↑  Petronio, 2004, p. 13.
30. ↑  Smareglia, 1932, p. 122.
31. ↑  Petronio, 2004.